# Volker Reinhardt (Sozialwissenschaftler)
Volker Reinhardt (* 1968) ist ein deutscher Bildungs- und Politikwissenschaftler.

## Leben
Reinhardt war von 2003 bis 2005 Junior-Professor für Didaktik der Sozialwissenschaften an der Universität Bochum. Er wurde 2005 als Professor für Bildungs- und Sozialwissenschaften an die Pädagogische Hochschule Luzern (Luzern) berufen und lehrte dort bis 2011. Seit 2008 ist er außerdem als ständiger Gastprofessor für Bildungswissenschaft an der Steinbeis-Hochschule Berlin tätig. Von 2011 bis 2016 war Reinhardt Professor für Politikwissenschaft und ihre Didaktik an der Pädagogischen Hochschule Weingarten. Seit 2016 ist er Professor für Politikwissenschaft und Politikdidaktik an der Pädagogischen Hochschule Freiburg. In Freiburg leitet er das Institut für Politik- und Geschichtswissenschaft und ist bei verschiedenen Organisationen und Bildungsinstitutionen als Berater tätig. Reinhardt war Präsident der Experten des Schweizer Schulpreises und ist Berater für die Deutsche Schulakademie und den Deutschen Schulpreis.

## Werke (Auswahl)
- Volker Reinhardt (Hrsg.): Wirksamer Politikunterricht. Schneider Verlag, Hohengehren, Baltmannsweiler, 2, 2024, ISBN 978-3-83401-908-0
- Volker Reinhardt, Markus Rehm, Markus Wilhelm, Dorothee Brovelli (Hrsg.): Unterrichtsqualität: Perspektiven von Expertinnen und Experten, 22 Bände, Schneider Verlag Hohengehren 2024
- Dirk Lange, Volker Reinhardt (Hrsg.): Basiswissen Politische Bildung, Band 1+2, 2021, ISBN 978-383-401730-7
- Volker Reinhardt, Markus Rehm, Markus Wilhelm (Hrsg.): Wirksamer Fachunterricht. Metaband. Schneider Verlag Hohengehren 2021, ISBN 978-3-8340-2111-3
- Volker Reinhardt (Hrsg.): Jugend und Politik: Empirische Studien zur Wirkung politikvernetzter Projektarbeit, Springer VS-Verlag für Sozialwissenschaften, Wiesbaden 2015, ISBN 978-365-808271-0
- Hans-Peter Burth, Volker Reinhardt (Hrsg.): Wirkungsanalyse von Demokratie-Lernen. Empirische und theoretische Untersuchungen zur Demokratiedidaktik in Schule und Hochschule, Budrich Academic Press, Leverkusen 2020
- Béatrice Ziegler, Volker Reinhardt (Hrsg.): Was Schweizer Jugendliche von der EU wissen, Rüegger Verlag Zürich, Chur 2012
- Volker Reinhardt (Hrsg.): Demokratie und Partizipation von Anfang an, Schneider Verlag Hohengehren, Baltmannsweiler 2011
- Markus Gloe, Volker Reinhardt (Hrsg.): Politikwissenschaft und Politische Bildung. Nationale und internationale Perspektiven, VS Verlag für Sozialwissenschaften, Wiesbaden 2010